# Who Wants to Live Forever
«Who Wants to Live Forever» (укр. «Хто хоче жити вічно») — пісня британського рок-гурту «Queen», яка стала шостим треком альбому «A Kind of Magic», що вийшов в червні 1986 року. «Who Wants to Live Forever» була однією з основних музичних композицій культової стрічки «Горець» (1986) режисера Рассела Малкехі і згодом використовувалася як саундтрек до ряду телепродовжень однойменної стрічки. Текст і музику написав гітарист гурту «Queen» Браян Мей. Пісня також вийшла як сингл з піснею «Killer Queen» на стороні «Б», вона посіла 24 позицію в британському чарті. Сингл одразу набув великої популярності серед шанувальників гурту, і пісня потрапила до збірки «Greatest Hits II» 1991 року, до якої увійшли найкращі музичні шедеври гурту за 1981—1990 роки. Крім того пісня є одним із загальновизнаних шедеврів «Queen». У 2014 році читачі журналу «Rolling Stone» поставили пісню на п'яте місце серед улюблених пісень «Queen».

## Написання пісні
Пісня використовується як обрамлення до сцени з фільму «Горець», в якій головний персонаж Коннор Маклеод змушений перестраждати старіння та смерть своєї коханої дружини Гетер Маклеод, тоді як сам він, безсмертний, назавджи залишатиметься молодим (пізніше пісню використали в серіях «Зібрання», «Помста солодка», «Мисливці», «Лінія вогню» та «Вождь зграї» серіалу «Горець»).
Браян Мей написав пісню на задньому сидінні свого авто після перегляду 20-хвилинного уривку першого варіанту сцени зі смертю Гетер.
У фільмі Фредді Мерк'юрі виконав весь основний вокал пісні, тоді як в альбомній версії Браян Мей починав виконувати вокал першого куплету, після чого виконання головного вокалу переходило до Мерк'юрі, за окремими винятками, у решті пісні. Також Мей співав рядок «Торкнися лиш моїх сліз губами» під час виконання куплету Мерк'юрі, а потім останній рядок «Зрештою, хто чекає на вічне життя?». Інструментальна версія пісні під назвою «Forever» ввійшла як бонусний трек до CD з альбомом. У інструментальній версії використовується тільки фортепіано, та клавірний акомпонемент у розділі приспіву. Фортепіанний трек до пісні записав лише Мей. У пісні «Queen» супроводжували гру оркестру, оркестровка належала співкомпозитору музики до фільму Майклу Кеймену. З часу першого виходу в світ, багато співаків записали свої кавер-версії до пісні.

## Музичне відео
Музичним відео керував Девід Маллет і його зняли на тепер зруйнованому складі Tobacco Wharf в лондонському районі Іст-Енд у вересні 1986 року. У відео було представлено Національний філармонічний оркестр та хор із сорока хлопчиків, яких підсвічували сотні свічок під час зйомок, а також Фредді Мерк'юрі, одягнений у смокінг. Барабанщик Роджер Тейлор зіграв на симфонічних барабанах, бас-гітарист Джон Дікон  — на білому контрабасі, гітарист Браян Мей — на органі та гітарі. Окрім цього, Браян Мей використав у зніманні до пісні багато музично-технічних трюків, покращуючи її. За словами Роджера Тейлора в інтерв'ю до збірки «Queen» «Greatest Video Hits II», він був п'яний під час зйомок.
20 жовтня 1986 року гурт «Queen» видав також однойменний відеосингл, до якого увійшли відеокліпи «Who Wants to Live Forever», скомпонований Девідом Маллетом з епізодів стрічки «Горець», та «A Kind of Magic» режисера Рассела Малкехі. Пізніше «Who Wants to Live Forever» з'явилася як приховане відео на DVD «Greatest Video Hits II» у листопаді 2003 року.

## Музиканти
- Фредді Мерк'юрі — головний вокал, бек-вокал
- Браян Мей — головний вокал, бек-вокал, синтезатор, електрогітара, оркестрове аранжування
- Роджер Тейлор — драм-машина, бек-вокал
- Майкл Кеймен — оркестрове аранжування, диригент
- Національний філармонічний оркестр — струнні інструменти, мідні духові інструменти, перкусія

## Живе виконання
- Пісня виконувалася гуртом під час туру «The Magic Tour» та в рамках проєкту «Queen + Адам Ламберт».
- У 1992 році британський співак Seal виконав концертну версію цієї пісні на концерті пам'яті Фредді Мерк'юрі, відзначивши, що ця пісня змусила його плакати, коли він почув її перше.[8]
- Під час завершення фестивалю острова Вайт у Великій Британії 12 червня 2016 року, в рамках проєкту «Queen + Адам Ламберт» виконали цю пісню як данину жертвам масового розстрілу в гей-клубі в Орландо, штат Флорида, на початку цього дня.[9]

## Продажі і сертифікації
| Країна                                                    | Сертифікація | Продано  |
| --------------------------------------------------------- | ------------ | -------- |
| Велика Британія (BPI)                                     | Срібло       | 250,000* |
| *продаж + потокові дані, засновані тільки на сертифікації |              |          |

## Вплив
- В опитуванні 2005 року, проведеному цифровою телевізійною станцією «Music Choice» про те, яку б пісню британці найбільше хотіли б зіграти на своїх похоронах, пісня була визнана п'ятою за популярністю.[10]

## Кавер-версії
- У 1996 році німецький техно-гурт «Dune» створив свою версію цієї композиції.
- У 1997 році Сара Брайтман створила свою кавер-версію, яка увійшла до альбому «Time to say Goodbye/Timeless», а також вийшла окремим синглом. Версія Сари відрізняється класичнішим звучанням, ніж оригінал.
- Американський альтернативний гурт «Breaking Benjamin» створив свою більш жорстку версію цієї пісні.
- У 1996 році свою кавер-версію пісні записав дует «E-Rotic». Пісня увійшла до збірки «Queen dance traxx», а також вийшла окремим синглом (3 версії).
- У 2009 році валлійська оперна співачка Кетрін Дженкінс виконала пісню в оперній манері у своєму альбомі «Believe».